# Myrmecia pilosula
Myrmecia pilosula is een mierensoort uit de onderfamilie van de Myrmeciinae. De wetenschappelijke naam van de soort is voor het eerst geldig gepubliceerd in 1858 door Smith, F..
Myrmecia pilosula heeft de minste chromosomen van alle levende wezens. De vrouwtjes van deze mier hebben maar 1 paar chromosomen